# Eugène Cormon
Eugène Cormon (właściwie Pierre-Étienne Piestre ur. 5 maja 1810 lub 1811 w Lyonie, zm. w marcu 1903 w Paryżu) – francuski dramaturg i librecista, dyrektor Opery Paryskiej w latach 1859-1971.             

## Twórczość
Był autorem około 150 utworów obejmujących dramaty, komedie i libretta. Utwory ogłaszał pod nazwiskiem matki – Cormon.

### Utwory
- 1832 : Les Honneurs sans profits (we współpracy z Augustinem Lagrange)
- 1834 : Flore et Zéphyr  (we współpracy z Augustinem Lagrange)
- 1836 : Le Prisonnier d'une femme (we współpracy z Augustinem Lagrange)
- 1846 : Philippe II, roi d’Espagne
- 1847 : Gastibelza (we współpracy z Adolphem d’Ennery)
- 1847 : Mlle Agathe (we współpracy z Adolphem d’Ennery i Augustinem Lagrange)
- 1855 : Théâtre des zouaves (we współpracy z Eugènem Grangé)
- 1856 : Les Dragons de Villars,
- 1863 : Les Pêcheurs de perle (we współpracy Michelem Carré)
- 1867 : Robinson Crusoé (we współpracy z Hectorem Crémieux)
- 1874 : Les Deux Orphelines  (we wpółpracy z Adolphem d’Ennery)
- 1877 : Une cause célèbre (we wpółpracy z Adolphem d’Ennery)